# シルバーポールフラワーズ
『シルバーポールフラワーズ』は、如意自在による日本の漫画作品。COMIC BULL、マガジンポケット、コミックDAYS（いずれも講談社）の3媒体で連載。『コミックDAYS』では2020年8月1日から2021年6月5日まで連載された。ポールダンスを題材としている。
2021年7月、日本財団と一般社団法人マンガナイトが「これも学習マンガだ！〜世界発見プロジェクト〜」の一環として発表した「2021年夏 スポーツを100倍楽しむマンガ100選」にて、「ストリートダンス・社交ダンス・ポールダンス」ジャンルの作品として本作が選ばれている。

## 登場人物
上崎 華（うえさき はな）
大学生。
高峰 花凛（たかみね かりん）
ポジティブで明るい性格。

## 書誌情報
- 如意自在『シルバーポールフラワーズ』講談社〈モーニングKC〉、全3巻
  1. 2020年12月9日発売[3][5]、ISBN 978-4-06-521578-4
  2. 2021年3月10日発売[6]、ISBN 978-4-06-522424-3
  3. 2021年7月14日発売[7]、ISBN 978-4-06-523645-1